# 切頂大十二面体
切頂大十二面体 (せっちょうだいじゅうにめんたい、Truncated great dodecahedron)とは、一様多面体の一種で、大十二面体の各頂点を切り落としたものである。切り口は星型五角形になる。更に深く切り落とすと十二・十二面体となる。

## 性質
- 構成面： 正十角形 12枚、星型五角形 12枚
- 辺： 90
- 頂点： 60
- 頂点形状： 5/2, 10, 10
- シュレーフリ記号: t{5, 5/2}
- ワイソフ記号： 2 5/2 | 5
- 枠： 辺の比が黄金比になっている六角形で構成されている切頂二十面体
- 双対： 小星型五方十二面体（英語版）
- 外接球半径： 一辺を2とすると {\displaystyle {\sqrt {17+5{\sqrt {5}} \over 2}}={{\sqrt {34+10{\sqrt {5}}}} \over 2}}

## 同じ枠を持つ立体
- 一様大斜方二十・十二面体
- 大十二・二十・十二面体
- 大斜方十二面体
- 切頂大十二面体
- 6個のアルキメデスの五角柱による複合多面体
- 12個のアルキメデスの五角柱による複合多面体